# Schloss Bietschied

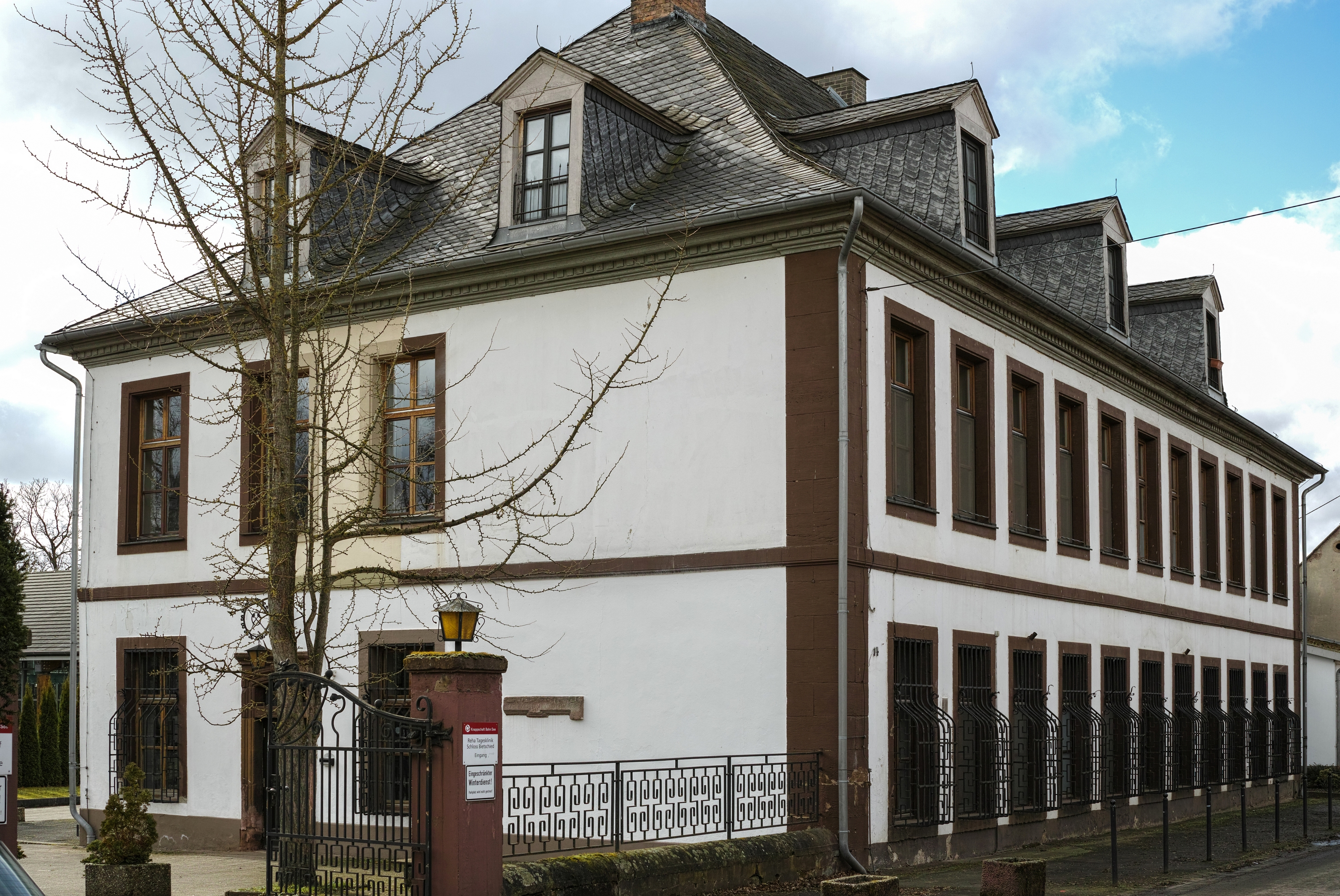
Schloss Bietschied

Schloss Bietschied (auch: Bietschieder Schlösschen) ist ein ehemaliges Herrenhaus bei Heusweiler. Es steht unter Denkmalschutz.

## Geschichte
Der Ort Bietschied wurde 1373 erstmals urkundlich als Butscheit erwähnt und gehörte dem Ritter Reiner von Honecken. Ab 1527 gehörte der Weiler dann zur Grafschaft Nassau-Saarbrücken.
1743 ließ an der Stelle, an der heute das Schloss steht, Conrad Wahlster einen Hof erbauen. Sein Enkel Heinrich Wahlster, ein reicher Holzhändler und Bürgermeister von Heusweiler, ließ 1810 das Gut abtragen und ein Herrenhaus errichten. Im Inneren ließ er das Haus reich mit Stuckaturen von Joseph Beunat schmücken. Wahlsters Tochter Heliane ließ um das Haus herum Gärten anlegen und vererbte das Anwesen ihrer Nichte Eugenie. Deren Ehemann Emil Nikolaus Jakob Krezzer verschuldete sich wegen seines verschwenderischen Lebensstils so, dass er das Anwesen an die Grube Dilsburg verkaufen musste, wodurch Schloss Bietschied 1896 in den Besitz des preußischen Bergfiskus kam. In der Folge diente es dem Direktor der Grube, Fahrsteiger Friederich Wahlmann, als Dienstwohnung. Im Ersten Weltkrieg war das Gebäude Sitz des Militärkommandos. 1920 übernahmen die Franzosen die Grubenaufsicht und damit auch das Schlösschen. Als Nächstes zog der Reichsarbeitsdienst mit einer Haushaltschule für Frauen ein. In den 1930er Jahren wurden zwei Achsen angebaut, der Eingang aus der Mitte verlegt.
Während des Frankreichfeldzugs wurde es wieder Militärherberge. Von 1944 bis zum Kriegsende stand das Gebäude leer. Nach dem Zweiten Weltkrieg wurden wegen der Wohnungsnot Bürger einquartiert. 1948 wurde das Schlösschen zum Erholungsheim für Kinder aus Bergarbeiterfamilien, und 1952 baute man es zum Rehabilitationszentrum für unfallverletzte Bergleute aus. 1965 wurde das Innere umfassend restauriert. Im Januar 2004 übernahm die damalige Bundesknappschaft als Versicherungsträger den Betrieb der Einrichtung von der Deutschen Steinkohle AG. Bis September 2014 diente das Schlösschen als orthopädisch-traumatologische Reha-Klinik.

## Architektur
Das klassizistische Gutshaus mit elf Achsen ist ein verputzter zweigeschossiger Bruchsteinbau mit geschiefertem Satteldach. Die Fenster im Erdgeschoss sind mit schmiedeeisernen Gittern versehen. Das Innere wurde an die Bedürfnisse der Klinik angepasst, erhalten ist aber der reichhaltige Stuck, der als Konsolenfries mit Eierstab, Rosetten, Palmetten und Akanthusranken den Abschluss zwischen Wand und Decke bildet und die kannelierten Pilaster mit korinthischen Kapitellen, die die Wände und Türen gliedern. Erhalten ist auch eine alte Holztreppe mit reich verziertem Geländer.